# .et
.et ist die länderspezifische Top-Level-Domain (ccTLD) des Staates Äthiopien. Sie wurde am 15. Oktober 1995 eingeführt und wird von der Ethio Telecom mit Hauptsitz in Addis Ababa verwaltet.

## Eigenschaften
Über die genauen Kriterien zur Vergabe von .et-Domains gibt es keine öffentlichen Informationen, die Top-Level-Domain wird daher nur sehr eingeschränkt verwendet. Neben .et gibt es zahlreiche Second-Level-Domains, beispielsweise .com.et für Unternehmen, .org.et für gemeinnützige Organisationen oder .edu.et für Bildungseinrichtungen. Ab dem Jahr 2007 hat die Vergabestelle nicht vergebene .et-Domains auf eine Seite mit Werbung umgeleitet, wie beispielsweise auch .cm. Das Verfahren zielt auf falsch geschriebene .net-Domains ab.